# 格雷戈里·海因斯
格雷戈里·奧利弗·海因斯（英語：Gregory Oliver Hines；1946年2月14日—2003年8月9日），通稱格雷戈里·海因斯（英語：Gregory Hines）是一名美國舞蹈家、演員、歌手和舞蹈指導。

## 早期生活
海因斯於1946年2月14日在紐約市出生，是艾瑪·艾奧拉（英語：Alma Iola）和莫里斯·羅伯特·海因斯（英語：Maurice Robert Hines）的兒子。父親莫里斯是一位舞蹈家、音樂家和演員。海因斯在他兩歲時開始學習踢踏舞，並在五歲開始半專業地跳舞。
之後，他和他的哥哥莫里斯一起表演，一起跟隨編舞家亨利·勒唐學習。格雷戈里和莫里斯每次在同一場地演出時，都會向像霍華德·西姆斯和尼古拉斯兄弟這樣的老牌踢踏舞者那裡學習。
這兩兄弟被稱為「海因斯小子」（英語：The Hines Kids），他們在夜總會中表演，後來成為「海因斯兄弟」（英語：The Hines Brothers）。當他們的父親加入成為鼓手時，這個名字在1963年再次改變，成為「海恩斯、海恩斯和爸爸」（英語：Hines, Hines, and Dad）。

## 職業生涯
海因斯在1975年至1976年之間，在以加利福尼亞州威尼斯為基地的一支名為「遣散」（英語：Severance）的搖滾樂隊擔任主唱和樂師。遣散是一家名為「霍奇·霍基斯方便的地方」（英語：Honky Hoagies Handy Hangout，也被稱為4H俱樂部）的原創音樂俱樂部的樂隊之一。 遣散於1976年在緩慢唱片（英語：Largo Records，GNP漸強唱片的子公司）上發行了他們的首張專輯。
1986年，他與路德·範德魯斯一起演唱了一首題為《沒有比愛情更好的東西》（英語：There's Nothing Better Than Love）的二重唱，這一首歌曾達告示牌R&B排行第一位。
海因斯第一次在電影方面演出是在梅爾·布魯克斯的《世界的歷史，第一部分》。評論指海因斯有一種喜劇的魅力，其後，海因斯參演了該類型的電影，例如《棉花俱樂部》、《白夜》、《逃離恐慌》（與比利·克里斯托一同演出）、踢踏舞》和《等待呼氣》。在電視演出方面，他在1997年出演了自己的電視劇系列——CBS的《格雷戈里秀》，此外，他也演出了《威爾與格蕾絲》中的常規角色本·多西克。1999年，他回歸到尼克兒童台的電視節目《小比爾》，負責聲演大比爾。2000年，他參與了演出《提克代碼》。
海因斯第一次在百老匯劇院與他的哥哥演出是在1954年，出演《穿著粉紅色緊身衣的女孩》。他因出演《優比！》（1979年）、《到上城來》（英語：Comin' Uptown，1980年）和 《老練的女士們》（1981年）而獲提名托尼獎並靠《傑里最後的果醬》（1992年）獲得托尼獎和戲劇台獎；以及靠《優比！》獲得戲劇世界獎。1989年，格雷戈里·海因斯創立了電視節目《格雷戈里海因斯在美國的踢踏舞》（英語：Gregory Hines' Tap Dance in America），他也主持了這一節目。這一PBS特備節目以經驗豐富的踢踏舞者為特色，例如薩維恩·格魯伐和賓尼·布里格斯。他也在1995年和2002年主持了托尼獎頒獎典禮。
1990年，海因斯探望了他的偶像小薩米·戴維斯，他當時食道癌的病情嚴重，無法說話。戴維斯死後，情緒化海恩斯在戴維斯的葬禮上講述了薩米如何向他做出一個榜樣，「好像傳了一個籃球......然後我接住了它。」海因斯談到了薩米認為海因斯可以從他離開的地方繼續前進，並以此感到光榮。
海因斯是一個狂熱的即興創作者。他創作了很多即興的踢踏舞步、聲音和節奏。他的即興創作就像一個鼓手在獨唱，並創造出各種節奏。他還會即興地劃分舞步的樂句，主要是基於產生的聲音。作為一名悠閒的舞者，他通常穿著漂亮的褲子和寬鬆的襯衫。雖然他繼承了黑色節奏踢踏舞的根源和傳統，但他作為支持者也對新的黑色節奏音階有所影響。踢踏舞歷史學家莎莉·索默（英語：Sally Sommer）寫道：「他故意抹去了節奏，扔下一串踢踏舞蹈，就像鵝卵石被扔在地板上。在那一刻，他將踢踏舞、爵士樂中最新的自由實驗、新音樂和後現代舞蹈結合起來。」

海因斯是一個好的導師，他影響了踢踏舞者薩維翁·格洛福、戴安娜·沃克（英語：Dianne Walker）、特德·利維（英語：Ted Levy）和簡·戈德伯格（英語：Jane Goldberg）。在1988年的一次《紐約時報》訪問中，海因斯指他所做的所有事情都受到他們跳舞的影響：「我的歌聲、我的演技、我的愛情、我作為父母。」

## 逝世
2003年8月9日，他因肝細胞癌在洛杉磯於從家裡送往醫院途中逝世。他在一年多前被診斷出患有這種疾病，但只告知了他最親密的朋友。在他去世時，電視節目《小比爾》的製作正在收尾，另一方面，當時他與內格莉塔·傑德（英語：Negrita Jayde）訂了婚。
海因斯安葬於加拿大安大略省奧克維爾聖弗拉基米爾烏克蘭東正教公墓（英語：Saint Volodymyr's Ukrainian Orthodox Cemetery），加拿大是他第一次遇見傑德的國家。傑德於2009年8月28日因癌症去世，享年51歲，安葬於他旁邊。

## 外部連結
- 互聯網百老匯資料庫（IBDB）上格雷戈里·海因斯的資料（英文）
- 格雷戈里·海因斯在互联网电影资料库（IMDb）上的資料（英文）
- 在Find a Grave上的格雷戈里·海因斯
- Blog of Death obituary
- Tapping into history （页面存档备份，存于） Deborah Jowitt（英语：Deborah Jowitt）, Village Voice, August 2003.
- TonyAwards.com Interview with Gregory Hines
- Archival footage of Gregory Hines, Dianne Walker and Jimmy Slyde（英语：Jimmy Slyde） in 1996 at Jacob's Pillow